# Heptathela ciliensis
Heptathela ciliensis is een spinnensoort uit de familie Liphistiidae. De soort komt voor in China.